# ألين باروس
ألين باروس (بالبرتغالية: Aline Barros‏) هي مغنية وكاتبة غنائية وملحنة برازيلية، ولدت في 7 أكتوبر 1976 في ريو دي جانيرو في البرازيل.

## وصلات خارجية
- الموقع الرسمي
- ألين باروس على موقع IMDb (الإنجليزية)
- ألين باروس على موقع ميوزك برينز (الإنجليزية)
- ألين باروس على موقع أول ميوزيك (الإنجليزية)
- ألين باروس على موقع ديسكوغز (الإنجليزية)